# Пранас Кейніс
Пранас Кейніс (лит. Pranas Keinys; 12 червня 1870, с. Додатки, Гадоновська волость, Тельшевський повіт,Ковенська губернія, Російська імперія — 23 березня 1940) — литовський державний діяч та депутат Державної думи III і IV скликань від Ковенської губернії.

## Життєпис
Литовець, католик. Походив із села Додатки Гадоновської волості Тельшевського повіту Ковенської губернії.
Закінчив повітове міське училище. Служив прикажчиком з приймання та відпуску лісових матеріалів на залізниці. Був помічником керівника маєтками. Останні 3 роки перед виборами до Думи займався землеробством на наділі площею 32 десятини. На час виборів до III-ї Думи (1907) залишався неодруженим. На момент виборів до Думи в політичних партіях не перебував.
19 жовтня 1907 обраний до Державної думи III скликання від загального складу виборців Ковенських губернських виборчих зборів. Увійшов до складу Трудової групи. Входив до думської комісії з торгівлі і промисловості і до комісії з розгляду законопроєкту про скасування пасовищних і лісових сервітутів у західних і білоруських губерніях. Поставив свій підпис під законопроєктами «Про наділення безземельних і малоземельних селян землею», «Про розповсюдження Земського положення на Область Війська Донського», «Про скасування смертної кари».
25 жовтня 1912 обраний до Державної думи IV скликання від з'їзду уповноважених від волостей Ковенської губернії. Знову став членом Трудової групи. Входив до думської комісії з релігійних питань, до земельної комісії, сільськогосподарської комісії і комісії з розгляду законопроєктів про заміну сервітутів у Варшавському генерал-губернаторстві і Холмській губернії. Був відсторонений від роботи Думи на 15 засідань на підставі статті 38 Установи Державної Думи.
Після Лютневої революції виконував доручення Тимчасового комітету Державної думи (ТКДД).
14 березня 1917 на засіданні ТКДД було вирішено направити Кейніса на Нараду при Головному комітеті у справах з розрахунків за реквізоване або знищене за розпорядженням влади майно.
З 29 березня 1917 — член комісії ТКДД з розгляду клопотань про видачу посібників постраждалим від революції.
З 29 березня 1917 брав участь в роботі Державної наради в Москві. Після Жовтневого перевороту повернувся до Литви.
Повернувшись на батьківщину, Пранас Кейніс більше не займався політикою, жив на своїй фермі в Тельшяйському повіті.
Мав велику родину. Разом з дружиною Юлією виховав 8 дітей, серед них сина Теодораса Кейніса (1927 — 1997), що став видатним інженером-електриком у Литві.
Пранас Кейніс похований на Неваренайському цвинтарі (Тельшяйський повіт).

### Архіви
- Російський державний історичний архів. Фонд 1278. Опис 9. Справа 338, 339.